# 카락스 스파시누
카락스 스파시누 혹은 카락스 파시누, 스파시누 카락스(고대 그리스어: Σπασίνου Χάραξ), 알렉산드리아 (그리스어: Ἀλεξάνδρεια), 수시아나의 안티오키아 (그리스어: Ἀντιόχεια τῆς Σουσιανῆς)는 페르시아만 앞에 위치한 고대 항구이지, 고대 카라케네 왕국의 수도이다.

## 어원
그리스어 ‘Χάραξ’에서 유래했을 것으로 추정하는 카락스라는 명칭은 ‘울타리 처진 요새’를 의미하며, 일부 요새화된 셀레우코스 제국의 도시들에도 사용되었다. 카락스는 원래 알렉산드로스 대왕에서 유래한 알렉산드리아라 불렸으며, 그가 직접 세운 곳으로 추정한다. 홍수로 도시가 파괴되자, 안티오코스 4세 (기원전 175-164년)가 재건했고 안티오키아로 개명했다. 안티오코스의 총독인 히스파오시네스가 이 당시 도시에 범람을 대비하여 거의 4½ km 길이의 거대한 제방이 안티오코스의 총독인 히스파오시네스가 건설했으며, 도시는 ‘히스파오시네스의 카락스’라고 다시 이름 붙여졌다.
카락스가 ‘성’을 뜻하는 아람어 카르카(Karkâ)에서 유래했다는 이론도 있으며, 카락스는 울타리를 뜻하는 그 밖의 셀레우코스 도시들에서도 종종 확인된다.

## 카락스의 위치

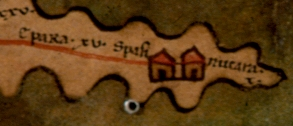
서기 4세기 포이팅거 지도에서 카락스

플리니우스가 기록한 바에 의하면, 카락스는 에우라이오스/카르케강과 티그리스강이 만나는 지점에서 가까운 나이산에 있는 자발 쿠야비르라는 거대한 봉우리에 위치했다.
대 플리니우스의 기록은 다음과 같다:
카락스는 페르시아만의 가장 안쪽에 위치했으며, 그곳은 아라비아 펠릭스 지역으로 튀어나와 있다. 오른쪽에는 티그리스강 왼쪽에는 카룬강을 사이로 둔 인공적으로 만들어진 고지에 자리 잡았는데, 이 지점에서 두 강이 합류하며, 폭이 2 로마 마일 (3km) 정도이다… 원래는 해안가에서 1¼ 로마 마일(1.9 km) 거리에 있었고, 항만을 갖췄으나, 유바(유바 2세, 재위: 기원전 50년경—서기 24년경)가 지필을 할 때 쯤에는 내륙으로 50 마일(74 km) 지점에 있다. 해안가에서 현 시점 거리는 아랍인 사절들 및 카락스에서 온 우리 상인들한테서 120 마일(178 km)이라 전해졌다. 이곳보다 강으로 인해 옮겨진 토양이, 더 많이 그리고 빠르게 바다를 침식해 가는 곳은 없다...
플리니우스의 설명은 포이팅거 지도에서 묘사와 일치한다.
자발 쿠야비르 유적지는 카르케강이 1837년 폭풍으로 인해 진로가 변화함에 따라, 현재 에우라이오스/카르케강과 티그리스강의 합류 지점에서 남쪽 1km에 있다.
나이산은 초기 이슬람 시대에 카라케네 지역의 이름이었던 마이산에 대한 아랍어 구어의 변형일 수도 있다. 첫 발굴 및 연구는 2016년에 시작되었다.

## 고고학
이 지역에 대한 발굴이 2016년에 시작되었으며, 그곳의 도시는 가로 185m, 세로 85m의 주택 단지가 격자무늬로 배치되었다는 것이 밝혀졌다. 이 주택 단지는 고대 새계에서 가장 큰 편에 속한다. 커다란 공공 시설물 두 개가 확인되었으나, 아직 발굴이 이뤄지지는 않았다.

## 역사
카락스는 아직까지 완전히 발굴된 바는 없기에, 도시의 역사는 고대의 문서 자료 및 화폐학 자료들에서 주로 얻어 질 수 있었다.
카락스는 기원전 324년에 알렉산드로스 대왕이 세웠으며, 두리네(Durine)라고 하는 작은 페르시아인 취락지를 대체했다. 이 도시는 기원전 323년에 그가 죽기 직전 그의 이름을 딴 마지막 도시들 중 하나였다. 그는 이곳 항구에 자신의 고향의 이름을 따 펠라라고 하는 지구 (데모스)를 설치했는데, 이곳에 마케도니아 병사 출신 퇴역병들을 정착시켰다.
카락스는 알렉산드로스 사후에 셀레우코스 제국에 넘어갔으며, 그러다 어느 시점에 범람으로 파괴되었다.
카락스는 기원전 166년경에 안티오코스 6세 디오니소스의 명으로 재건되었으며, 안티오코스는 이 작업을 감독할 사트라프로 히스파오시네스를 임명했다. 파르티아가 셀레우코스 제국의 대부분을 정복한 것에서 비롯한 정치적 불안은 기원전 127년에 히스파오시네스가 독립 국가 카라케네를 건립하디 했다. 그는 도시 명칭을 자신의 이름을 따 바꾸었다.
카락스는 282년간 소국의 수도로서 있었으며, 화폐 증거물들은 이곳이 방대한 무역망을 갖춘 다민족의 헬레니즘 도시였음을 나타낸다. 트라야누스 치세에 로마인들은 서기 116년에 카락스를 합병했다. 카라케네의 독립은 이후 파르티아의 왕위를 두고 내전이 일어난 시기에 파르티아 왕 파코로스 2세의 아들인 미트리다테스 치세 15년간 다시 이뤄졌다. 이 시기부터 카락스의 주화는 좀 더 파르티아 문화 요소를 띠었다.
서기 221–222년에, 파르스의 사트라프인 페르시아계인 아르다세르는 파르티아인들에 대한 반란을 이끌었고, 사산조 페르시아를 건국했다. 후대의 아랍인 역사가들에 의하면, 그는 카라케네의 군대를 격퇴시키고, 카라케네의 마지막 통치자를 전사시켰으며, 도시를 다시 세우고 명칭을 아스타라바드아르다시르(Astarābād-Ardašīr)라고 명명했다고 한다. 카라케네의 일부였던 카락스 주변 일대는 그 뒤로 아람어/시리아어 명칭 마이산(Maysān)이라 알려졌으며, 이 명칭은 시간이 흘러 아랍 정복자들에게도 받아들여졌다.
마이산이라는 이름으로 카락스는 계속되었으며, 페르시아의 사료들은 5세기간 이곳의 총독들을 다수 언급했고 6세기에는 카락스에 있던 네스토리우스 교회에 관한 언급도 있었다. 카락스의 조폐소는 사산조 제국과 우마이야 칼리파국 시기에도 계속된 곳으로 보이며, 늦으면 서기 915년에도 주화를 주조했다.
카락스는 지속적인 범람 및 서방과의 교역의 급격한 감소 때문에 결국에 9세기에 버려졌다.

## 경제
본래의 그리스식 도시를 아라비아계 지도자 스파시네스(Spasines)가 확장시켰다고 하며, 그 이후로 그의 이름을 따 ‘스파시네스’와 ‘카락스 스파시누’라 불렸다. 이곳에서 발굴 동안에 발견된 다량의 그리스 주화들에서 확인되었듯이, 이곳은 고대 말 주요 교역 중심지였다.
셀레우코스 왕조 그리고 그 뒤에는, 아르사케스 왕조의 명목상 봉신이었으나, 당시에 상당한 자치를 누렸던 것으로 보인다. 서기 106년에 로마에 합병될 때까지만 하더라도, 나바테아인들이 주름잡았던 아랍 무역의 중심지였다.
카락스는 게라, 이집트, 인도, 그 너머에서 온 정기적으로 도착한 배들로 가득한 부유한 항구였다. 트라야누스는 자신이 카락스를 방문한 동안 인도로 향하는 배들을 목격했고, 스트라본은 도시를 엠포리움이라 칭했고 플리니우스는 희귀한 향수 무역 중심지 및 진주 채취 중심지라 언급한바 있다. 페르시아만에서 페트라와 팔미라 또한 파르티아 제국으로 향하는 육상 무역로의 시작점이기도 했다.

## 주화
트라야누스의 침입 이전에 카락스는 헬레니즘 방식의 주화를 주조했으며, 침입 이후로는 좀 더 파르티아 방식의 주화를 주조했다.
카락스 사산 제국과 우마이야 칼리파국 시기에도 주화를 주조했는데, 최대 서기 715년까지 발행했다.

## 유명 인물
서기 97년에 중국의 대사 감영(甘英)이 방문한바 있으며, 그는 카락스를 간라(干羅, Gànluò; 고대 발음으로는 *ka-ra)라 칭했고, 이집트를 통해 로마 제국에 입국하려 했으나, 페르시아만에 도착한 후 파르티아인들에게 돌아갈 것을 중용받아 포기하였다.
서기 116년, 로마 황제 트라야누스는 그가 살아있을 때 가장 최근이자, 가장 동쪽에 있고, 가장 잠시 점령했던 곳이었던 카락스 스파시누를 방문했다. 그는 인도로 향하는 항해 준비를 하는 많은 배들을 보았고, 알렉산드로스 대왕이 그랬던 것처럼 자신이 젊었더라면 직접 인도에 갔을 것이라는 소망을 품었다.
1세기의 지리학자 카락스의 이시도로스는 카락스 스파시누 출신이다.
로버트 아이스만은 이 도시가 안티오키아만큼 잘 알려지지는 않았지만, 사도 바울이 초대 교회를 설립한 곳이라 주장했다.

## 참고 문헌
- Casson, Lionel (1989) [1927]. 《The Periplus Maris Erythraei》. 번역 Frisk, H. wi updates a improvements a detail notes판. Princeton: Princeton University Press.
- Hill, John E. (2009). 《Through the Jade Gate to Rome: A Study of the Silk Routes during the Later Han Dynasty, 1st to 2nd Centuries CE》. Charleston, South Carolina: John E. Hill. BookSurge. ISBN 978-1-4392-2134-1.
- Nodelman, S. A. (1960). “A preliminary history of Characene”. 《Berytus》 13: 83–123. ISSN 0067-6195.
- Potts, D. J. (1988). 〈Arabia and the Kingdom of Characene〉.   Potts, D. T. 《Araby the Blest: Studies in Arabian Archaeology》. The Carsten Niebuhr Institute of Ancient Near Eastern Studies, 코펜하겐 대학교. Museum Tusculanum Press. 137–167쪽.
- Mørkholm, O. (1965). “A Greek coin hoard from Susiana”. 《Acta Archæologica》 36: 127–156.